# 朱袞 (上虞)
朱袞（1480年—1566年），字朝章，號三峰，浙江上虞縣人，營州左屯衛軍籍，明朝政治人物。

## 生平
弘治十一年（1498年）戊午科一百三十名舉人。弘治十五年（1502年）中式壬戌科二甲第二十二名進士。初授工部都水司主事，升刑部员外郎，改河南道監察御史。
正德五年（1510年）八月归为刘瑾奸党者二十六人之一，降二级调外任。
伺候历任福清縣知县、吉安府同知，正德十四年（1520年），王守仁讨伐朱宸濠时，数朱衮带练的吉安兵力为最多。又升工部都水司郎中，
嘉靖三年，任兴化府知府。兴修水利、殚精竭虑、任劳任怨。后称病回家，徜徉山水间，以辞翰自娱，讲授后辈以居敬豫养。

## 著作
著有《拂剑录》、《雪壶唱和》、《大小学范》、《大学信心录体要》、《三峰文集》等藏于家。尝手辑邑志，未竟而卒，年八十七。

## 家族
曾祖朱俊璋；祖父朱顥，贈衛經歷；父朱蕙，衛經歷。母鍾氏（贈孺人）；繼母柴氏（封孺人）。弟朱袍。